# Leichtathletik-Weltmeisterschaften 2007/Teilnehmer (Deutschland)
| Goldmedaillen | Silbermedaillen | Bronzemedaillen |
| ------------- | --------------- | --------------- |
| 2             | 3               | 2               |

Deutschland stellte mindestens 27 Teilnehmerinnen und 28 Teilnehmer bei den Leichtathletik-Weltmeisterschaften 2007 in der japanischen Metropole Osaka.

## Medaillen
Mit zwei gewonnenen Gold-, drei Silber- sowie zwei Bronzemedaillen belegte das deutsche Team Platz 5 im Medaillenspiegel.

### Medaillengewinner
Gold
- Franka Dietzsch: Diskuswurf
- Betty Heidler: Hammerwurf

 Silber
- Robert Harting: Diskuswurf
- Nadine Kleinert: Kugelstoßen
- Christina Obergföll: Speerwurf

 Bronze
- Danny Ecker: Stabhochsprung
- Steffi Nerius: Speerwurf

## Ergebnisse

### Männer

#### Laufdisziplinen

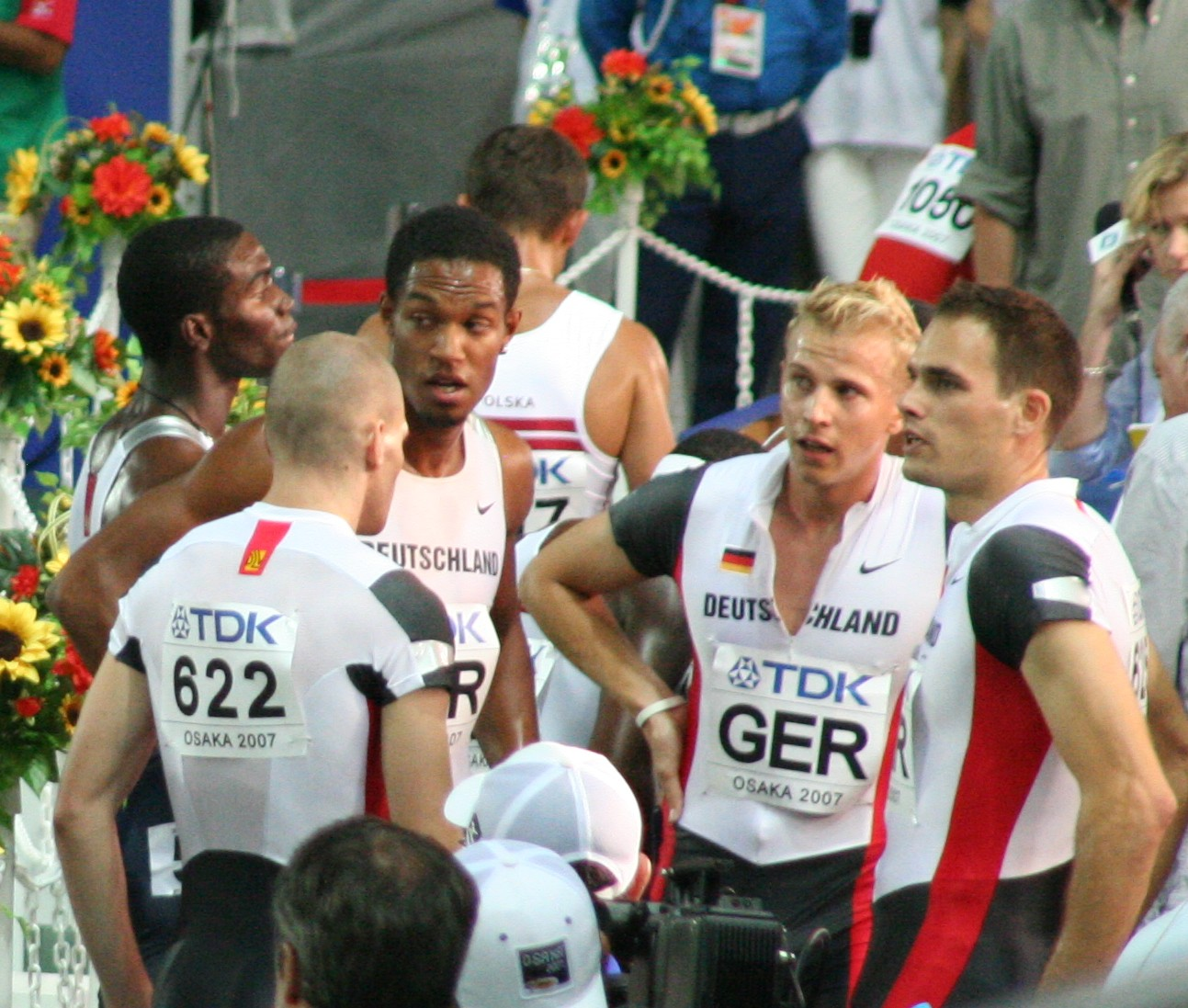
4 × 100-m-Staffel

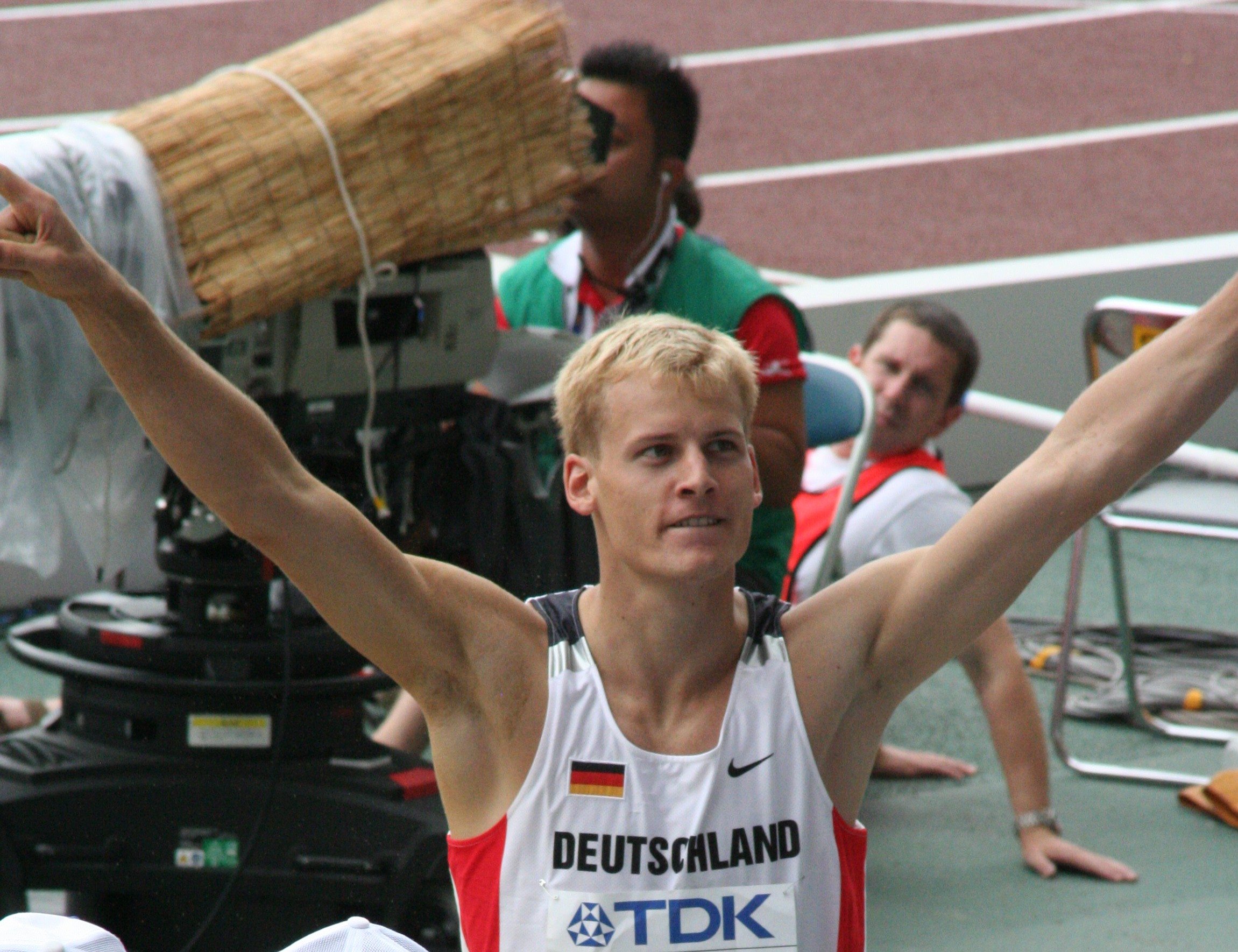
Weitsprung: Christian Reif (9.)

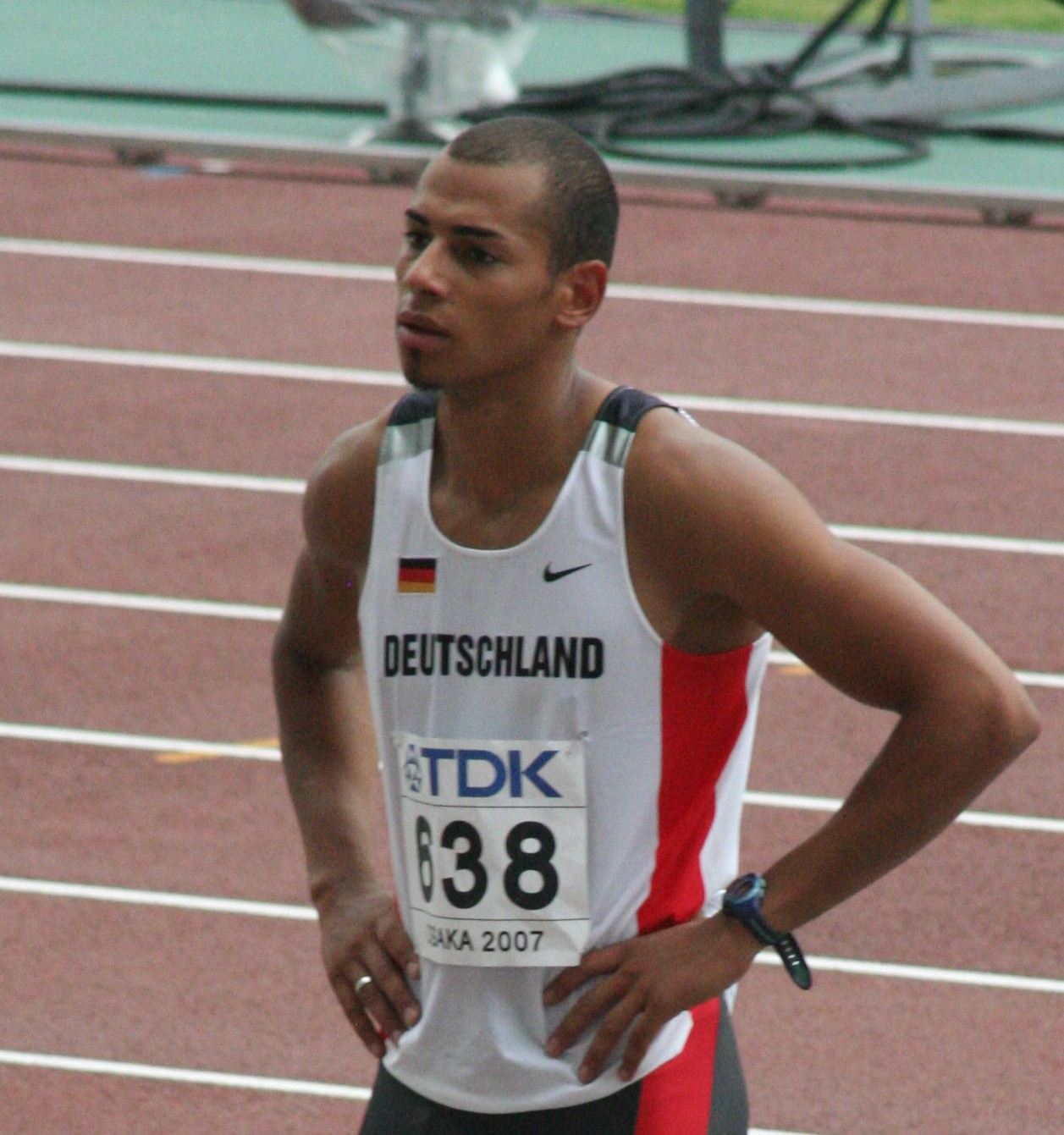
Zehnkampf: Norman Müller (22.)

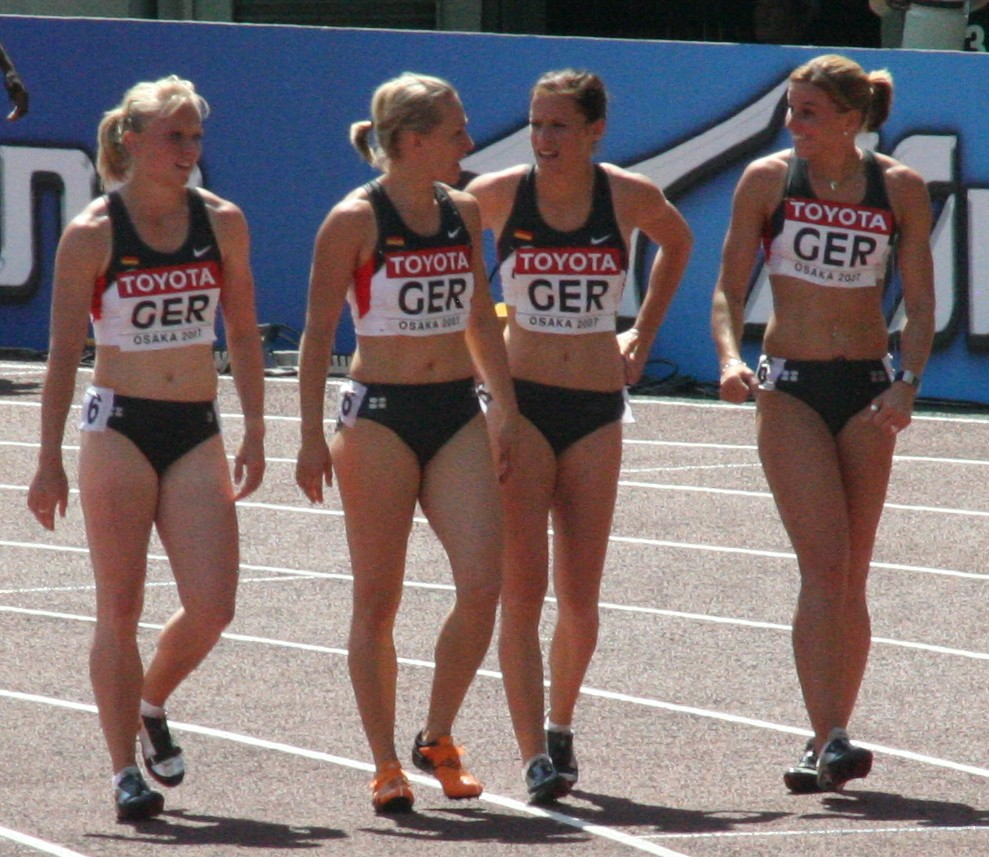
Die 4 × 100-m-Staffel nach dem Vorlauf.

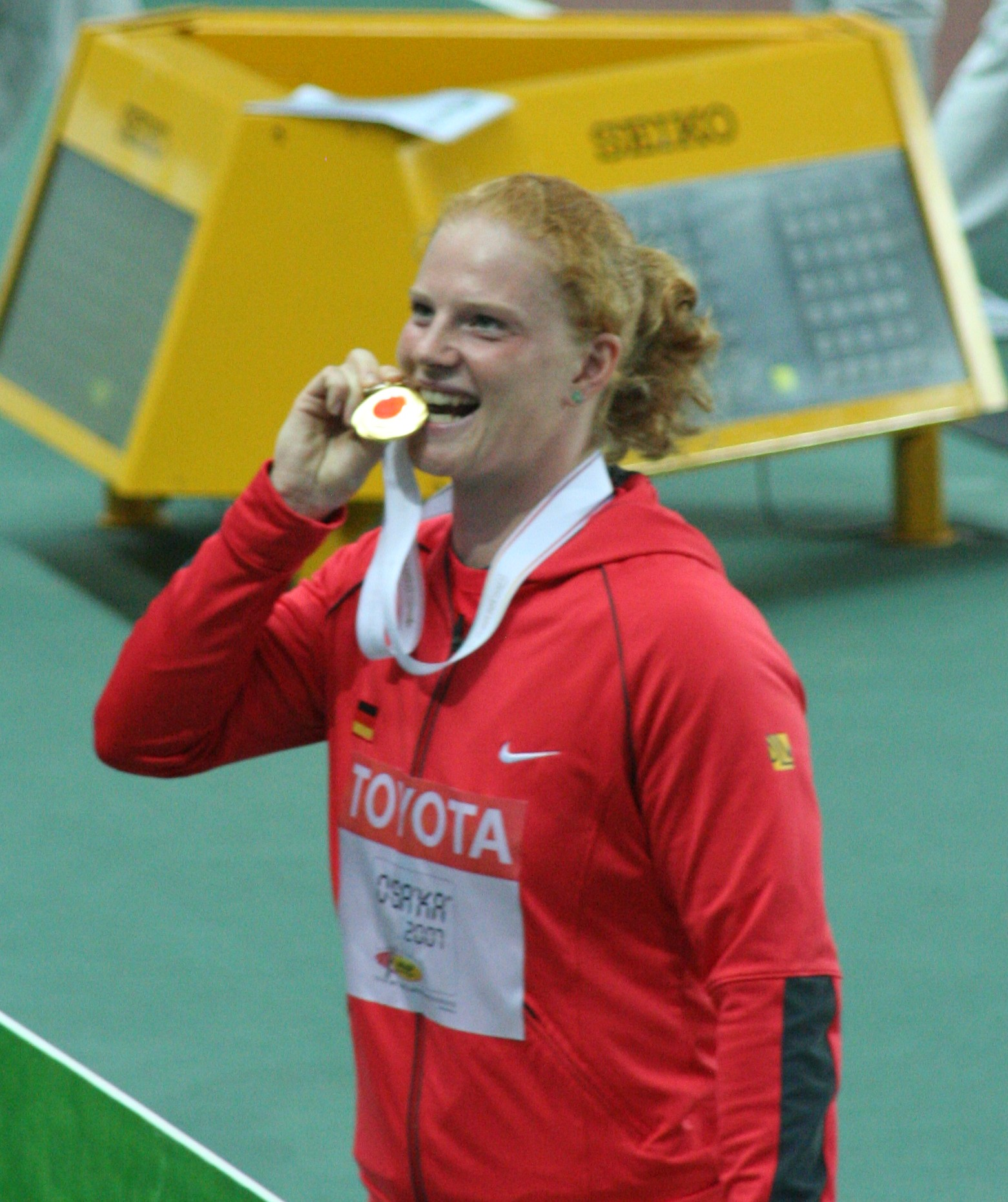
Hammerwurf: Betty Heidler (1.)

| Athlet                                                    | Disziplin        | Vorlauf      | Vorlauf | Viertelfinale | Viertelfinale | Halbfinale         | Halbfinale         | Finale                  | Finale                  |
| Athlet                                                    | Disziplin        | Zeit         | Platz   | Zeit          | Platz         | Zeit               | Platz              | Zeit                    | Platz                   |
| --------------------------------------------------------- | ---------------- | ------------ | ------- | ------------- | ------------- | ------------------ | ------------------ | ----------------------- | ----------------------- |
| Bastian Swillims                                          | 400 m            | 45,44 s      | 23      |               |               | nicht qualifiziert | nicht qualifiziert | –––                     | –––                     |
| Jan Fitschen                                              | 5000 m           | 13:48,39 min | 21      |               |               |                    |                    | nicht qualifiziert      | nicht qualifiziert      |
| Martin Beckmann                                           | Marathon         |              |         |               |               |                    |                    | Rennen nicht beendet    | Rennen nicht beendet    |
| Ulrich Steidl                                             | Marathon         |              |         |               |               |                    |                    | 2:30:03 h               | 37                      |
| Thomas Blaschek                                           | 110 m Hürden     | 13,56 s      | 16      |               |               | 13,77 s            | 21                 | nicht qualifiziert      | nicht qualifiziert      |
| Filmon Ghirmai                                            | 3000 m Hindernis | 8:25,17 min  | 13      |               |               |                    |                    | nicht qualifiziert      | nicht qualifiziert      |
| Ronny Ostwald Tobias Unger Alexander Kosenkow Julian Reus | 4 × 100 m        | 38,56 s      | 7       |               |               |                    |                    | 38,62 s                 | 6                       |
| Ingo Schultz Kamghe Gaba Simon Kirch Bastian Swillims     | 4 × 400 m        | 3:02,21 min  | 6       |               |               |                    |                    | 3:07,40 min             | 8                       |
| André Höhne                                               | 20 km Gehen      |              |         |               |               |                    |                    | Wettkampf nicht beendet | Wettkampf nicht beendet |

#### Sprung-/Wurfdisziplinen
| Athlet          | Disziplin      | Qualifikation       | Qualifikation       | Finale             | Finale             |
| Athlet          | Disziplin      | Weite/Höhe          | Platz               | Weite/Höhe         | Platz              |
| --------------- | -------------- | ------------------- | ------------------- | ------------------ | ------------------ |
| Eike Onnen      | Hochsprung     | 2,29 m              | 4                   | 2,26 m             | 7                  |
| Danny Ecker     | Stabhochsprung | 5,70 m              | 1                   | 5,81 m             | Bronze             |
| Tim Lobinger    | Stabhochsprung | 5,70 m              | 7                   | 5,81 m             | 8                  |
| Björn Otto      | Stabhochsprung | 5,70 m              | 8                   | 5,81 m             | 5                  |
| Christian Reif  | Weitsprung     | 8,19 m              | 3                   | 7,95 m             | 9                  |
| Ralf Bartels    | Kugelstoßen    | 20,33 m             | 5                   | 20,45 m            | 6                  |
| Peter Sack      | Kugelstoßen    | keine gültige Weite | keine gültige Weite | –––                | –––                |
| Robert Harting  | Diskuswurf     | 66,26 m             | 4                   | 66,68 m            | Silber             |
| Markus Esser    | Hammerwurf     | 76,36 m             | 10                  | 79,66 m            | 8                  |
| Peter Esenwein  | Speerwurf      | 79,62 m             | 13                  | nicht qualifiziert | nicht qualifiziert |
| Stephan Steding | Speerwurf      | 74,61 m             | 27                  | nicht qualifiziert | nicht qualifiziert |

#### Zehnkampf
| Name          | 100 m         | Weitsprung   | Kugelstoßen   | Hochsprung   | 400 m         | 110 m Hürden  | Diskuswurf    | Stabhochsprung     | Speerwurf     | 1500 m            | Punkte | Platz |
| Arthur Abele  | 10,87 s 890 P | 7,17 m 854 P | 13,58 m 703 P | 2,00 m 803 P | 48,58 s 881 P | 13,92 s 985 P | 41,28 m 691 P | 4,70 m 819 P       | 65,24 m 817 P | 4:21,69 min 800 P | 8243   | 9     |
| Norman Müller | 10,90 s 883 P | 7,44 m 920 P | 15,18 m 801 P | 1,97 m 776 P | 47,58 s 930 P | 14,71 s 885 P | 40,99 m 685 P | keine gültige Höhe | 58,93 m 722 P | 4:30,38 min 742 P | 7344   | 22    |
| André Niklaus | 11,12 s 834 P | 7,42 m 915 P | 14,12 m 736 P | 2,06 m 859 P | 49,40 s 842 P | 14,51 s 910 P | 44,48 m 756 P | 5,30 m 1004 P      | 63,28 m 787 P | 4:32,50 min 728 P | 8371   | 5     |

### Frauen

#### Laufdisziplinen
| Athletin/nen                                                   | Disziplin    | Vorlauf | Vorlauf | Viertelfinale | Viertelfinale | Halbfinale         | Halbfinale         | Finale             | Finale             |
| Athletin/nen                                                   | Disziplin    | Zeit    | Platz   | Zeit          | Platz         | Zeit               | Platz              | Zeit               | Platz              |
| -------------------------------------------------------------- | ------------ | ------- | ------- | ------------- | ------------- | ------------------ | ------------------ | ------------------ | ------------------ |
| Verena Sailer                                                  | 100 m        | 11,33 s | 16      | 11,43 s       | 24            | nicht qualifiziert | nicht qualifiziert | –––                | –––                |
| Cathleen Tschirsch                                             | 200 m        | 23,30 s | 25      | 23,50 s       | 27            | nicht qualifiziert | nicht qualifiziert | –––                | –––                |
| Susanne Hahn                                                   | Marathon     |         |         |               |               |                    |                    | 2:47:29 h          | 43                 |
| Melanie Kraus                                                  | Marathon     |         |         |               |               |                    |                    | 2:37:20 h          | 20                 |
| Christina Kron                                                 | 400 m Hürden | 56,76 s | 24      |               |               | 56,05 s            | 18                 | nicht qualifiziert | nicht qualifiziert |
| Ulrike Urbansky                                                | 400 m Hürden | 56,76 s | 24      |               |               | nicht qualifiziert | nicht qualifiziert | –––                | –––                |
| Katja Wakan Cathleen Tschirch Johanna Kedzierski Verena Sailer | 4 × 100 m    | 43,17 s | 7       |               |               |                    |                    | 43,51 s            | 7                  |
| Melanie Seeger                                                 | 20 km Gehen  |         |         |               |               |                    |                    | 1:35:30 h          | 14                 |
| Sabine Zimmer                                                  | 20 km Gehen  |         |         |               |               |                    |                    | 1:33:23 h          | 8                  |

#### Sprung-/Wurfdisziplinen
| Athletin            | Disziplin      | Qualifikation         | Qualifikation         | Finale             | Finale             |
| Athletin            | Disziplin      | Weite/Höhe            | Platz                 | Weite/Höhe         | Platz              |
| ------------------- | -------------- | --------------------- | --------------------- | ------------------ | ------------------ |
| Carolin Hingst      | Stabhochsprung | 4,35 m                | 19                    | nicht qualifiziert | nicht qualifiziert |
| Julia Hütter        | Stabhochsprung | 4,45 m                | 16                    | nicht qualifiziert | nicht qualifiziert |
| Silke Spiegelburg   | Stabhochsprung | ohne gültigen Versuch | ohne gültigen Versuch | –––                | –––                |
| Bianca Kappler      | Weitsprung     | 6,85 m                | 4                     | 6,81 m             | 5                  |
| Nadine Kleinert     | Kugelstoßen    | 19,17 m               | 2                     | 19,77 m            | Silber             |
| Petra Lammert       | Kugelstoßen    | 18,72 m               | 7                     | 19,33 m            | 4                  |
| Franka Dietzsch     | Diskuswurf     | 65,17 m               | 1                     | 66,61 m            | Gold               |
| Nadine Müller       | Diskuswurf     | 55,98 m               | 23                    | nicht qualifiziert | nicht qualifiziert |
| Betty Heidler       | Hammerwurf     | 72,27 m               | 3                     | 76,76 m            | Gold               |
| Susanne Keil        | Hammerwurf     | ohne gültigen Versuch | ohne gültigen Versuch | –––                | –––                |
| Kathrin Klaas       | Hammerwurf     | 64,00 m               | 27                    | nicht qualifiziert | nicht qualifiziert |
| Steffi Nerius       | Speerwurf      | 61,89 m               | 6                     | 64,42 m            | Bronze             |
| Christina Obergföll | Speerwurf      | 60,77 m               | 9                     | 66,46 m            | Silber             |
| Linda Stahl         | Speerwurf      | 62,80 m               | 4                     | 61,03 m            | 8                  |

#### Siebenkampf
| Name                 | 100 m Hürden   | Hochsprung    | Kugelstoßen   | 200 m         | Weitsprung   | Speerwurf     | 800 m             | Punkte | Platz |
| Sonja Kesselschläger | 13,55 s 1043 P | 1,80 m 978 P  | 14,25 m 811 P | 25,49 s 842 P | 6,20 m 912 P | 42,91 m 723 P | 2:18,81 min 840 P | 6149   | 13    |
| Jennifer Oeser       | 13,51 s 1049 P | 1,83 m 1016 P | 14,21 m 808 P | 24,41 s 942 P | 6,25 m 927 P | 43,10 m 727 P | 2:13,85 min 909 P | 6378   | 7     |
| Lilli Schwarzkopf    | 13,54 s 1044 P | 1,83 m 1016 P | 13,00 m 727 P | 25,08 s 879 P | 6,17 m 902 P | 54,44 m 946 P | 2:12,76 min 925 P | 6439   | 5     |